# Calumet City, Illinois
Calumet City là một thành phố thuộc quận Cook, tiểu bang Illinois, Hoa Kỳ. Năm 2010, dân số của thành phố này là 37042 người.

## Dân số
Dân số qua các năm:
- Năm 2000: 39071 người.
- Năm 2010: 37042 người.